# Фестиваль голодных духов
Фестиваль голодных призраков или Фестиваль призраков (кит. 中元節與盂蘭盆節 или 盂兰盆节, пин. Yu Lan), также известный как Фестиваль Чжунъюань в даосизме и Фестиваль Юланьпэнь в буддизме, является традиционным фестивалем, проводимым в некоторых странах Восточной и Юго-Восточной Азии. Согласно китайскому календарю (лунно-солнечному календарю), Фестиваль призраков проводится на 15-ю ночь седьмого месяца (на 14-ю в некоторых частях южного Китая).
В китайской культуре 15-й день седьмого месяца по лунному календарю называется Днем голодных духов, а седьмой месяц обычно считается Месяцем духов (кит. 鬼月), в который призраки и духи, в том числе умерших предков, выходят из нижнего царства (диюй или прета). В отличие от Фестиваля Цинмин (или Дня подметания могил весной, Цинмин) и Праздник двойной девятки (осенью), на котором живые потомки отдают дань уважения своим умершим предкам, считается, что во время Фестиваля призраков умершие посещают живых.
На пятнадцатый день открыты царства Рая и Ада, а также царство живых, и как даосы, так и буддисты совершают ритуалы, чтобы преобразовать страдания умершего и облегчить их. Основой Месяца Духов является китайская традиция культа предков, где традиционная сыновняя почтительность потомков распространяется на их предков даже после смерти последних. Мероприятия в течение месяца будут включать в себя приготовление ритуальных подношений пищи, возжигание благовоний и сжигание ритуальных денег, формы из папье-маше, таких материальных предметов, как одежда, золото и другие изысканные товары для духов предков. Изысканные блюда (часто вегетарианские) подавались с пустыми местами для каждого из умерших в семье, относились к умершим так, как будто они все ещё живы. Культ предков — главное отличие фестиваля Цинмин от Фестиваля Духов, поскольку последний предполагает почтение ко всем умершим, в том числе и молодым, в то время как первый подразумевает только почитание умерших предков. Другие праздничные мероприятия могут включать в себя покупку и запуск миниатюрных бумажных лодок и фонарей на воду, что делается с целью указания направления заблудившимся призракам и духам предков и другим божествам.

## Происхождение
Название связано с концепцией голодного духа, китайским переводом термина прета в буддизме. Он играет определённую роль в китайском буддизме и даосизме, а также в китайской народной религии и представляет существ, которые изначально были живыми людьми, но ныне умершие и которыми движут сильные эмоциональные потребности животным образом.
Как даосский фестиваль: В даосизме существует теория «Трех юаней» (представляющая трех великих императоров-чиновников), от которой происходит название «Чжун Юань». Фестиваль процветал во времена династии Тан, правители которой были неравнодушны к даосизму; и «Чжунъюань» прочно закрепилось как название праздника.
Как буддийский фестиваль: История происхождения современного Фестиваля призраков, в конечном счете происходящая из древней Индии, вытекающая из Махаянского Писания, известного как Юланпен или Улламбана сутра. В сутре записано время, когда Маудгальяяна достигает абхиджны и использует свои новообретенные силы для поиска своих умерших родителей. Маудгальяяна обнаруживает, что его покойная мать переродилась в прета или голодного духа. Она была в истощенном состоянии, и Маудгальяна попытался помочь ей, дав миску риса. К сожалению, будучи прета, она не смогла съесть рис, так как он превратился в горящий уголь. Затем Маудгальяяна просит Будду помочь ему; после чего Будда объясняет, как человек может помочь своим нынешним родителям и умершим родителям в этой жизни и в прошлых семи жизнях, добровольно предлагая пищу и т. д. сангхе или монашеской общине во время Правараны (окончания сезона муссонов или вассы), который обычно приходится на 15-й день седьмого месяца, когда монашеская община передает заслуги умершим родителям и т. д.,
В Тхеравадане формы фестиваля в Южной и Юго-Восточной Азии (включая Камбоджийский Пчум Бен) намного старше, происходя из Петаваттху, Священного писания в палийском каноне, которое, вероятно, датируется 3-м веком до нашей эры. Рассказ о Петаваттху в целом похож на тот, что позже был записан в Юланпен Сутре, хотя он касается ученика Сарипутты и его семьи, а не Моггалланы.

## Празднование
Фестиваль призраков проводится в течение седьмого месяца китайского календаря. Он также приходится на полнолуние, новый сезон, осенний сбор урожая, пик буддийского монашеского аскетизма, возрождение предков и собрание местного сообщества. В течение этого месяца открываются врата ада, и призраки могут свободно бродить по земле, где они ищут еду и развлечения. Считается, что эти призраки являются духами тех, у кого не было потомков (или, традиционно, без потомков по мужской линии) или чьи потомки не отдали им дань уважения после их смерти. В результате они отчаянно голодны, испытывают жажду и беспокойство. Члены семьи предлагают еду и питье призракам и сжигают адские банкноты (или ритуальные деньги) и другие виды подарочной бумаги. Считается, что ритуальные деньги имеют ценность в загробной жизни и в некоторых аспектах очень похожи на материальный мир. Семьи отдают дань уважения бродячим призракам незнакомцев, чтобы эти бездомные души не вторгались в их жизнь и не приносили несчастья. В день фестиваля призраков или около того проводится большой праздник для призраков, когда люди приносят образцы еды и кладут их на алтарь или снаружи храма или дома, чтобы порадовать призраков и отогнать невезение лотоса, которые символически направляют потерянные души в загробную жизнь.
Сегодня в некоторых странах Восточной Азии проводятся живые выступления, на которые приглашаются все желающие. Первый ряд мест всегда пуст, так как именно здесь сидят призраки. Шоу всегда проходят ночью и на большой громкости, поскольку считается, что звук привлекает призраков и доставляет им удовольствие. Некоторые шоу включают китайскую оперу, драмы, а в некоторых местах даже бурлескные шоу. Традиционно китайская опера была основным источником развлечений, но новые шоу, концерты, драмы, войны и так далее называются Гетай. Эти действия более известны как «Веселое веселье».
Что касается ритуалов, то буддисты и даосы проводят церемонии, чтобы избавить призраков от страданий, многие из них проводят церемонии днем или ночью (поскольку считается, что призраки выходят из ада с заходом солнца). Алтари строятся для умерших, и священники и монахи одинаково выполняют ритуалы в пользу призраков. Монахи и священники часто подбрасывают рис или другие мелкие продукты питания в воздух во всех направлениях, чтобы раздать их призракам.
Вечером перед дверями домов сжигают благовония. В китайской культуре благовония символизируют процветание, поэтому семьи верят, что больше процветания приносит сжигание большего количества благовоний. Во время фестиваля некоторые магазины закрыты, так как они хотят оставить улицы открытыми для призраков. Посреди каждой улицы стоит алтарь благовоний со свежими фруктами и выставленными на нем жертвоприношениями.
Через четырнадцать дней после фестиваля, чтобы убедиться, что все голодные призраки найдут дорогу обратно в ад, люди пускают в ход водяные фонарики и устанавливают их возле своих домов. Эти фонарики изготавливаются путем установки фонаря в форме цветка лотоса на бумажный кораблик. Фонари используются, чтобы направлять призраков обратно в подземный мир, и когда они гаснут, это символизирует, что они нашли свой путь